# MIPS-X
MIPS-X es una arquitectura de microprocesador y conjunto de instrucciones desarrollada como un proyecto de seguimiento al proyecto MIPS en la Universidad de Stanford por el mismo equipo que desarrolló MIPS. El proyecto, apoyado por la Agencia de Proyectos de Investigación Avanzados de Defensa, comenzó en 1984, y su forma final se describió en un conjunto de documentos publicados en 1986-87. A diferencia de su primo mayor, MIPS-X nunca fue comercializado como una CPU de estación de trabajo, y se ha visto principalmente en diseños integrados basados en chips diseñados por Integrated Information Technology para uso en aplicaciones de video digital. 
MIPS-X, aunque diseñado por el mismo equipo y arquitectónicamente muy similar, no es compatible con el conjunto de instrucciones de los procesadores de la serie MIPS R de la línea principal. El procesador es lo suficientemente oscuro como para que (a partir del 20 de noviembre de 2005) el soporte solo sea proporcionado por desarrolladores especializados (como Green Hills Software), y no esté disponible en GCC. 
MIPS-X se ha vuelto importante entre los hackers de firmware de reproductores de DVD, ya que muchos reproductores de DVD (especialmente los dispositivos de gama baja) usan chips basados en el diseño del IIT (y producida por ESS Technology) como su procesador central. Los dispositivos como el SoC ESS VideoDrive  también incluyen un DSP (coprocesador) para decodificar secuencias de audio y video MPEG. 
El manual del programador describe la instrucción hsc [halt and spontaneously combust]. Esta instrucción se ejecuta cuando se detecta una violación de protección, pero solo está presente en la variante -NSA del procesador. En otras plataformas, este tipo de instrucción se conoce como Halt y Catch Fire. 